# James A. MacNeill
James A. MacNeill (22 juillet 1854 - 28 janvier 1927) était un forgeron, un marchand et un homme politique de l'Île-du-Prince-Édouard, Canada. Il a représenté 5e Prince dans l'Assemblée législative de l'Île-du-Prince-Édouard de 1908 à 1922 et de 1923 à 1926 comme un membre conservateur.
Il est né à Travellers Rest, il est le fils de Malcolm MacNeill et Isabel McDonald. Il vendait de l'équipement agricole. MacNeill fut élu au conseil municipal de Summerside et fut maire de la ville de 1901 à 1904. Il fut aussi le président de la Commission d'eau et chef du département des feux. MacNeill travaillât sur le conseil exécutif provincial comme commissaire des travaux publics. Ses fils Leonard et Daniel Francis et ses petits-fils Francis J. MacNeill et Hubert B. MacNeill furent aussi à l'Assemblée législative.